# Cao Lăng Úy
Cao Lăng Úy (1870-1940) là quyền Đại Tổng thống Trung Hoa Dân Quốc từ 13/06/1923 đến 10/10/1923. Ông được Tào Côn đưa lên làm Đại Tổng thống sau khi Lê Nguyên Hồng trốn sang Nhật chữa bệnh.

## Tiểu sử

### Sự nghiệp ban đầu

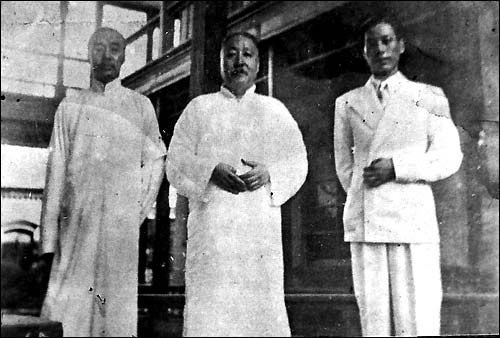
Cao Lăng Úy (giữa)

Cao Lăng Úy sinh năm 1870 tại Thiên Tân. Ông đỗ khoa bảng nên được triều đình phái đến Hồ Bắc làm hiệu trưởng một Học viện quân sự. Sau đó ông được phái đi trông coi Sở đúc tiền Hồ Bắc. Khi Cao Lăng Úy lên làm Tổng đốc Hồ Nam và Hồ Bắc ông thành lập một kho vũ khí và thúc đẩy tiến trình công nghiệp hóa qua việc cho xây dựng các nhà máy công nghiệp chế tạo đồng, bạc, bạc hà. Năm 1906 được triều đình nhà Thanh cử làm Ủy viên Giáo dục Hồ Bắc khi triều đình nhà Thanh đang tập trung tài chính địa phương về Bắc Kinh rất nghiêm ngặt và kinh phí cho giáo dục trở nên rất hiếm hoi. Sau 1909 ba mẹ ông qua đời nên ông đã từ quan trong 3 năm.

### Kỷ nguyên chính trị
Sau Cách mạng Tân Hợi năm 1911 ông về hưu ở quê nhà Thiên Tân. Trong thời gian nghỉ hưu, Cao Lăng Úy đã làm giám đốc nhiều Ngân hàng nên vào tháng 8 năm 1913 ông được bổ nhiệm làm Cục trưởng Cục tài chính trong chính phủ Viên Thế Khải. Dưới thời chính phủ Bắc dương, tháng 8 năm 1920 ông được bổ nhiệm làm Thứ trưởng Bộ Nông nghiệp và Thương mại, 10/1921 tiếp tục thăng làm Bộ trưởng Bộ Tài chính, đến 12/1921 chuyển sang làm Bộ trưởng Bộ Nội vụ. 5/1922 ông kiêm nhiệm cả Bộ trưởng Bộ Giao thông. Từ 13/6/1923-10/10/1923 Cao Lăng Úy là quyền Đại Tổng thống Trung Hoa Dân Quốc và Thủ tướng Trung Hoa Dân Quốc từ 10/1923-1/1924.

### Sự nghiệp cuối đời
Năm 1926 Cao Lăng Úy từ Thượng Hải trở về quê nhà Thiên Tân. Trong Chiến tranh Trung-Nhật, Cao Lăng Úy tham gia Chính quyền Uông Tinh Vệ và được bổ nhiệm làm Thị trưởng Thiên Tân. Từ 17/12/1937-05/1938 ông làm Tỉnh trưởng Hà Bắc. Sau đó ông quay về Thượng Hải và chết do một cơn đau tim vào năm 1940.